# Edenophorus spinosus
Edenophorus spinosus är en tvåvingeart som beskrevs av Sinclair 2002. Edenophorus spinosus ingår i släktet Edenophorus och familjen dansflugor. Inga underarter finns listade i Catalogue of Life.